# Yinzhou, Ningbo
Yinzhou är ett stadsdistrikt i östra Kina, och är ett av Ningbos sex stadsdistrikt i provinsen Zhejiang. Befolkningen uppgick till 1 359 198 invånare vid folkräkningen år 2010.
Yinzhou var tidigare ett härad och har en historia som går tillbaka till Qindynastin på 200-talet f.Kr. Det fick namnet Yin härad (鄞县) under perioden De fem dynastierna och De tio rikena.
Den 19 april 2002 ändrades häradets status till stadsdistrikt. Distriktet var år 2000 indelat i 21 köpingar (zhèn) och 2 socknar (xiāng). De största orterna (med invånarantal 2000) är Qiu'ai (77 453), Zhonggongmiao (68 630) och Jiangshan (64 415).
Dongqiansjön, som är provinsens största naturliga sjö (den uppdämda Qiandaosjön är dock betydligt större), är belägen inom stadsdistriktet.

## Kända personer
- Wan Sida (1633-83), författare under Mingdynastin;
- Tu Youyou (född 1930), kemist och mottagare av Nobelpriset i fysiologi eller medicin 2015.